# Eurya
Eurya là một chi thực vật có hoa trong họ Pentaphylacaceae.

## Loài
Chi Eurya gồm các loài: